# Велегож
Велего́ж (Рождествено, Велегоши, Велеговши, Велегуж) — село в Заокском районе Тульской области России.
В рамках административно-территориального устройства входит в Бутиковский сельский округ Заокского района, в рамках организации местного самоуправления включается в Страховское сельское поселение.
Ранее входило в Покровскую волость, Алексинского уезда, Тульской губернии.

## География
Расположено недалеко от реки Оки, высоко над рекой, у края речной долины, которую окружает сосновый бор, на расстоянии 10 км от центрального посёлка Заокский и железнодорожной станции Тарусская, 120 км от Москвы.

## Население
| 1859 | 1915 | 2002 | 2010 |
| ---- | ---- | ---- | ---- |
| 682  | ↘586 | ↘48  | ↗138 |

## Этимология
По легенде, название села Велегож произошло, когда эти места посетил царь Пётр I и воскликнул «Великое гоже!». Однако исторически более правильно вести происхождение названия Велегож от имени более древнего села Велеговши. С другой стороны, есть параллельное название на другом конце славянского мира, теперь уже на территории Германии — город Вольгаст, ранее славянский Wòłogòszcz.

## История
С конца XVII по конец XVIII веков село принадлежало князьям Трубецким. Далее перешло помещикам Мухановым, которые владели им до 1861 года, а после отмены в этом году крепостного права в их собственности осталось имение и часть земли. В декабре 1894 года жена действительного тайного советника Прасковья Алексеевна Муханова, по её духовному завещанию, передала село Екатерине Николаевне Всеволожской. В 1896 году имение было приобретено действительным статским советником А. Г. Барановым. По договору купли-продажи в число приобретаемого имения входило: "....с землями г. Тарусы и крестьян села Страхово и село Велегож с рекою Окою, господская усадьба, домом и прочими жилыми и нежилыми постройками, 4-е пашенных участка земли". Был составлен подробный план отделяющий собственность помещиков от земель крестьян. Управляла имением жена А.Г. Баранова — Александра Васильевна.
В списке населённых мест Тульской губернии за 1859 год владетельное село Велеговши при реке Оке находилось в 35 верстах от Алексина, в 10 верстах от Тарусы, имело православную церковь и 84 двора. Всего было 339 мужчин и 343 женщины.
В селе в 1915 году числилось 98 домов, где проживало 293 мужчины и 323 женщины. 
Во время Великой Отечественной войны (1941-1945) село обстреливалось из орудий, несколько снарядов попали в церковь, но больших разрушений не принесли. По воспоминаниям старожилов в селе стояло немецкое подразделение в течение недели, у жителей был изъят весь скот, птица и сельскохозяйственная продукция, расстрелян один из жителей, препятствующий изъятию скота.
После революции 1917 года начался раздел помещичьей земли. На территории этих земели образовался колхоз, в состав которого вошли село Велегож, деревни Антоновка и Горки. колхоз просуществовал до 1990-Х годов.

## Инфраструктура
В Велегоже сосредоточено большое количество организаций предоставляющих услуги отдыха: санаторий-курорт «Велегож», турбаза «Велегож», дом отдыха «Октава», ДО «ТОЗ» (Тульского оружейного завода), ДО «Металлург», турбаза КМЗ, турбаза «Приокские зори», парк-отель «Миллениум», туристическая деревня «Плетёнка», база отдыха «Красная гора», семейный отель «Застава у Оки», коттеджный комплекс «Коттедж у Оки», турбаза и речной клуб «Кудеяр».  Неподалёку от храма, над святым источником с проточной родниковой водой, установлена часовня с раздельными купелями для мужчин и женщин. Вдоль реки Оки имеются несколько песчаных пляжей.
Село связано с районным центром Заокский и железнодорожной станцией Тарусская асфальтовой дорогой и рейсовым автобусом (7 раз ежедневно), в летнее время, по выходным и праздничным дням для туристов и отдыхающих организованы маршрутные рейсы из Тулы. В селе имеются магазины: продовольственный — 4, строительных материалов — 1, хозяйственный — 1. Работает почта (вторник, четверг, суббота). В отелях  «Миллениум» и «Плетёнка» имеются рестораны с открытым посещением для всех отдыхающих. Велегож является местом проведения туристических слётов, спортивных фестивалей и патриотических форумов проводимых различными благотворительными и иными организациями. Осенью традиционно проводится международный мотослёт байкеров «СамоГонщики» с проведением моторалли. Проводятся чемпионаты России по лыжам, кроссу и спортивному ориентированию.

## Достопримечательности
Одной из достопримечательностей Велегожа является церковь Рождества Богородицы, построенная в 1731 году — памятник архитектуры, объект исторического и культурного наследия государственного (общероссийского) значения (указ Президента РФ от 20 февраля 1995 года № 176).
Поблизости находится Дом-музей Поленова, церковь Живоначальной Троицы в селе Бёхово по проекту художника В. Д. Поленова, где и похоронен, музей-усадьба А. Т. Болотова «Дворяниново», музей командира крейсера «Варяг» В. Ф. Руднева, заокский адвентистский университет, село Страхово.
Рядом с селом в 1977 году был создан памятник природы Зелёная зона дома отдыха «Велегож».

## В искусстве
- Верные друзья — первоначально, речные съёмки кинофильма происходили в 1954 году на Оке в районе г. Таруса. В частности эпизод, когда от главных героев уплыл плот, снимался на речном острове, напротив села Велегож. По выходе кинофильмам на экран, для жителей села был организован коллективный просмотр[9].